# لدیگس
لدیگس (به اسپانیایی: Ledigos) یک شهرستان در اسپانیا است که در استان پالنسیا واقع شده‌است.

## خصوصیات
لدیگس ۲۸ کیلومترمربع مساحت و ۹۶ نفر جمعیت دارد.